# Motörizer
Motörizer – dwudziesty album studyjny brytyjskiej grupy heavymetalowej Motörhead, wydany 26 sierpnia 2008 roku nakładem wytwórni muzycznej Steamhammer/SPV Records. Nagrań dokonano w 606 Studio w Northridge i Sage And Sound Studio w Hollywood we współpracy z producentem muzycznym Cameronem Webbem. Pierwszy utwór z albumu, zatytułowany „Runaround Man”, został oficjalnie zaprezentowany 11 lipca w audycji Friday Rock Show prowadzonej przez Bruce’a Dickinsona na antenie stacji radiowej BBC 6 Music.
Album dotarł do 82. miejsca listy Billboard 200 w Stanach Zjednoczonych, sprzedając się w nakładzie 6,4 tys. egzemplarzy w ciągu tygodnia od dnia premiery. Materiał był promowany teledyskiem do utworu „Rock Out”, który wyreżyserowali Greg Olliver i Wes Orshoski.

## Lista utworów
Opracowano na podstawie materiału źródłowego.
| Nr  | Tytuł utworu                      | Autorzy                                    | Długość |
| --- | --------------------------------- | ------------------------------------------ | ------- |
| 1.  | „Runaround Man”                   | Lemmy Kilmister, Phil Campbell, Mikkey Dee | 02:58   |
| 2.  | „Teach You How to Sing the Blues” | Kilmister, Campbell, Dee                   | 03:04   |
| 3.  | „When the Eagle Screams”          | Kilmister, Campbell, Dee                   | 03:44   |
| 4.  | „Rock Out”                        | Kilmister, Campbell, Dee                   | 02:08   |
| 5.  | „One Short Life”                  | Kilmister, Campbell, Dee                   | 04:06   |
| 6.  | „Buried Alive”                    | Kilmister, Campbell, Dee                   | 03:13   |
| 7.  | „English Rose”                    | Kilmister, Campbell, Dee                   | 03:38   |
| 8.  | „Back on the Chain”               | Kilmister, Campbell, Dee                   | 03:25   |
| 9.  | „Heroes”                          | Kilmister, Campbell, Dee                   | 05:00   |
| 10. | „Time Is Right”                   | Kilmister, Campbell, Dee                   | 03:14   |
| 11. | „The Thousand Names of God”       | Kilmister, Campbell, Dee                   | 04:33   |
|     |                                   |                                            | 39:03   |

## Twórcy
Opracowano na podstawie materiału źródłowego.
| Zespół Motörhead w składzie - Lemmy Kilmister – gitara basowa, wokal prowadzący - Phil Campbell – gitara elektryczna - Mikkey Dee – perkusja |  | Inni - Cameron Webb – produkcja muzyczna, miksowanie, inżynieria dźwięku - Sergio Chavez – inżynieria dźwięku - John Lousteau, Josh Bierly, Wesley Mischener – asystenci inżyniera dźwięku - Kevin Bartley – mastering |

## Wydania
| Rok  | Nr katalogowy     | Format              | Wydawca              | Region            | Źródło |
| ---- | ----------------- | ------------------- | -------------------- | ----------------- | ------ |
| 2008 | SPV 91632 CD      | CD, Album           | Steamhammer          | Niemcy            | [ 19 ] |
| 2008 | SPV 91630 CD Ltd. | CD, Album, Ltd, Dig | Steamhammer          | Niemcy            | [ 19 ] |
| 2008 | SPV 8001221 CD    | CD, Album, Promo    | Steamhammer          | Niemcy            | [ 19 ] |
| 2008 | SPV 91631 LP      | LP, Album           | Steamhammer          | Niemcy            | [ 19 ] |
| 2008 | SPV 91630 CD Ltd. | CD, Album, Ltd, Dig | Steamhammer          | Stany Zjednoczone | [ 19 ] |
| 2008 | ICARUS 511        | CD, Album           | Icarus Music         | Argentyna         | [ 19 ] |
| 2008 | SPV 91632 CD      | CD, Album           | Союз                 | Rosja             | [ 19 ] |
| 2008 | HEL 0778          | CD, Album           | Hellion Records      | Brazylia          | [ 19 ] |
| 2008 | VICP-64385        | CD, Album           | Victor Entertainment | Japonia           | [ 19 ] |
| 2008 | VICP-64385        | CD, Album, Promo    | Victor Entertainment | Japonia           | [ 19 ] |

## Listy sprzedaży
| Lista                        | Kraj              | Pozycja |
| ---------------------------- | ----------------- | ------- |
| Media Control Charts         | Niemcy            | 4       |
| Suomen virallinen lista      | Finlandia         | 9       |
| Sverigetopplistan            | Szwecja           | 13      |
| UK Albums Chart              | Wielka Brytania   | 45      |
| Billboard 200                | Stany Zjednoczone | 82      |
| Billboard Independent Albums | Stany Zjednoczone | 5       |
| VG-lista                     | Norwegia          | 11      |
| MegaCharts                   | Holandia          | 58      |
| SNEP                         | Francja           | 24      |
| Schweizer Hitparade          | Szwajcaria        | 11      |
| Ö3 Austria Top 40            | Austria           | 13      |
| Oricon                       | Japonia           | 117     |
| Tracklisten                  | Dania             | 20      |
| Mahasz                       | Węgry             | 11      |
| FIMI                         | Włochy            | 47      |